# AKB48集團埼玉超級競技場春季演唱會
AKB48集團埼玉超級競技場春季演唱會～在這裡丟掉全部回憶向前衝！～（日語：AKB48グループ 春コン in さいたまスーパーアリーナ〜思い出は全部ここに捨てていけ！〜）是AKB48的姊妹團體於2014年4月4日至5日于日本埼玉超級競技場舉辦的三場演唱會。而除了在運動場內的現場演出外，在日本部分的戲院也提供了三場演唱會的直播。

## 概要
本次演唱會最初於2013年的第3屆AKB48紅白對抗歌合戰上發表。

## 4月4日

### SKE48

#### 演出概要
- 開場時間：16:30
- 開演時間：18:00

#### 曲目
1. 《overture(SKE48 ver.) 》
2. 《堅強之勇者》（強き者よ） - 组阁前SKE48全员
3. 《藍天下的單相思》（青空片想い） - 同上
4. 《抱歉、SUMMER》（ごめんね、SUMMER） - 同上
5. 《1！2！3！4！ 請多關照！》（1！2！3！4！ ヨロシク！） - 同上
6. 《萬歲Venus》（バンザイVenus） - 同上
7. 《翡翠色的沙灘裙》（パレオはエメラルド） - 同上
8. 《Okey Dokey》（オキドキ） - 同上
9. 《單戀Finally》（片思いFinally） - 同上
10. 《I love you 我愛你！》（アイシテラブル！） - 同上
11. 《接吻可是左撇子》（キスだって左利き） - 同上
12. 《巧克力的奴隸》（チョコの奴隷） - 同上
13. 《美麗的閃電》（美しい稲妻） - 同上
14. 《贊成卡哇伊！》（賛成カワイイ！） - 同上
15. 《未來是什麼？》（未来とは？） - 同上
16. 《像是貓豎起尾巴般》（猫の尻尾がピンとたってるように…） - 舊Team S与BOSE
17. 《樂園的樓梯》（楽園の階段） - 舊Team S
18. 《RESET》 - 新Team S
19. 《S子與測謊器》（S子と嘘発見器） - 舊Team KII
20. 《隕石的機率》（隕石の確率） - 舊Team KII
21. 《推Team KII》（チームKII推し） - 新Team KII
22. 《想要約你見面》（待ち合わせたい） - 舊Team E
23. 《萬歲暴風雨》（ビバ！ハリケーン） - 舊Team E
24. 《呀喝E！》（ワッショイE！） - 新Team E
25. 《驟雨之前》（夕立の前） - 研究生
26. 《狼與自尊》（狼とプライド） - 木崎、渡辺美
27. 《十字架》（クロス） - 北川、宮澤、古畑
28. 《少女在盛夏會做什麼？》（少女は真夏に何をする？） - 大矢、大場、柴田、高柳、古川、山田瑞、梅本、田中
29. 《隔壁的香蕉》（となりのバナナ） - 松井珠、佐藤堇
30. 《帶我去溫布頓》（ウィンブルドンへ連れて行って） - 木本、山内、山田菜、江籠、市野、井田、大脇、北野、熊崎、竹内彩、野口、日高、山田樹
31. 《暮蟬之戀》（ヒグラシノコイ） - 松井玲、東
32. 《這裡來一發》（ここで一発） - 須田、松村、谷
33. 《Darkness》 - 石田、木崎、斉藤、都築、松井珠、竹内舞、木下
34. 《小木偶軍團》（ピノキオ軍） - 组阁前SKE48全员（除上曲演出成员及选秀生）
35. 《情歌般的下課鈴》（チャイムはLOVE SONG） - 同上
36. 《制服之芽》（制服の芽） - 全员
37. 《無法化作訴說戀情的詩人…》（恋を語る詩人になれなくて） - 全员
38. 《火箭砲發射！》（バズーカ砲発射！） - 全员
39. 《請讓我在你身邊》（そばにいさせて） - 全员

安可曲
1. 《手牽手》（手をつなぎながら） - 全员
2. 《即使再遙遠》（遠くにいても） - 全员
3. 《夥伴之歌》（仲間の歌） - 全员

## 4月5日

### HKT48

#### 演出概要
- 開場時間：10:30
- 開演時間：12:00

#### 曲目
1. 《overture(HKT48 ver.) 》
2. 《HKT48》 - 组阁前HKT48全员
3. 《Maybe是藉口》（言い訳Maybe） - 同上
4. 《Only today》 - 同上
5. 《10年櫻》（10年桜） - 同上
6. 《Dear my teacher》 - 新Team H
7. 《暱稱Fantasy》（呼び捨てファンタジー） - 新Team KIV
8. 《戀愛的幸運餅乾》（恋するフォーチュンクッキー） - 全员
9. 《明天會有不一樣的你》（明日は明日の君が生まれる） - 兒玉、指原、田島、朝長、宮脇
10. 《雀斑般的吻》（そばかすのキス） - 秋吉、宇井、上野、田中美、矢吹、山田、岩花、岡田、田中優、深川、荒巻、坂本、筒井、山内
11. 《BINGO!》 - 井上、梅本、岡本、田中菜、山本、若田部、伊藤、植木、木本、下野、冨吉、渕上、村重、本村、外薗、山下
12. 《無法飛翔的鳳尾蝶》（飛べないアゲハチョウ） - 穴井、神志那、坂口、松岡、多田、熊沢、森保、中西、谷
13. 《How come?》 - 穴井、宇井、神志那、駒田、坂口、指原、松岡、今田、多田、草場、熊沢、後藤、宮脇、森保、栗原、中西
14. 《Body & Soul》 - 村重、本村、矢吹、田中美
15. 《啊～太好了（日语：あ～よかった）》 - 中西、谷
16. 《CAT'S EYE（日语：CAT'S EYE (杏里の曲)）》 - 宮脇、森保、松岡、穴井、神志那
17. 《卒業（日语：卒業 (斉藤由貴の曲)）》 - 多田、木本、熊沢、栗原
18. 《春一番》 - 兒玉、田島、朝長
19. 《啊ゝ無情》（あゝ無情） 原唱：Ann Lewis - 指原
20. 《不要脫了水手服》（セーラー服を脱がさないで） - 全员
21. 《厚臉皮的嘴唇》（生意気リップス） - 田中美、矢吹
22. 《只給你的Chu!Chu!Chu!》（君だけにChu!Chu!Chu!） - 秋吉、井上、宇井、上野、梅本、岡本、田島、田中菜、山田、山本、若田部、伊藤、岩花、植木、岡田、木本、下野、田中、冨吉、朝長、深川、渕上、村重、本村、荒巻、坂本、筒井、外薗、山下、山内
23. 《必殺瞬間移動》（必殺テレポート） - 除神志那、今田、後藤、栗原、谷之外全员
24. 《GIVE ME FIVE!》 - 全员
25. 《求求你華倫亭》（お願いヴァレンティヌ） - 全员
26. 《已讀無視》（既読スルー） - 新Team H + 中西智代梨
27. 《與前男友的哥哥交往這回事》（昔の彼氏のお兄ちゃんとつき合うということ） - 新Team KIV + 谷真理佳
28. AKB48 Group歌曲联唱 - 全员
《RIVER》
《GAGAGA》
《美麗的閃電》
《大蔥鴨們》（カモネギックス）
《浪漫、不需要》（ロマンス、イラネ）
《所謂被愛》（アイサレルトイウコト）
《純情U-19》（純情U-19）
《單戀Finally》
《RIVER》
29. 《你怎麼了？》（君はどうして） - 16名选拔成员
30. 《初戀蝴蝶》（初恋バタフライ） - 同上
31. 《眨眼3次》（ウインクは3回） - 秋吉、穴井、井上、梅本、岡本、神志那、兒玉、指原、田島、田中菜、田中美、松岡、矢吹、山田、山本、若田部、植木、多田、岡田、熊沢、下野、田中優、冨吉、朝長、深川、渕上、宮脇、村重、本村、森保、中西、谷
32. 《因為喜歡你（博多方言 ver.）》（君のことが好きやけん） - 全员
33. 《喜歡！喜歡！小跳步！》（スキ!スキ!スキップ!） - 全员
34. 《現在，想起你》（今、君を想う） - 全员

安可曲
1. 《搖滾吧、人生就是…》（ロックだよ、人生は・・・） - 16名选拔成员
2. 《大聲鑽石》（大声ダイヤモンド） - 同上
3. 《櫻花，大家一起來品嚐》（桜、みんなで食べた） - 全员
4. 《蜜瓜汁》（メロンジュース） - 全员

### NMB48

#### 演出概要
- 開場時間：16:00
- 開演時間：17:30

#### 曲目
1. 《overture(NMB48 ver.) 》
2. 《大蔥鴨們》 - 组阁前NMB48全员
3. 《HA!》 - 组阁前NMB48全员
4. 《尖端頂點之上！》（てっぺんとったんで！） - 组阁前NMB48全员
5. 《NMB48》 - 组阁前NMB48全员
6. 《三日月的背影》（三日月の背中） - 新Team BII
7. 《天使在這裏》（ここにだって天使はいる） - 新Team N
8. 《In-goal》 - 新Team M
9. 《Waruki》（わるきー） - 渡邊美
10. 《拉鏈》（ジッパー） - 柏木、吉田、上西惠
11. 《星空的商隊》（星空のキャラバン） - 山本、村重、小谷、岸野、西村、山口、古賀、與儀、山岸、加藤、太田、室
12. 《戀愛被害屆》（恋愛被害届け） - 藤江、山田、白間、矢倉、近藤、谷川、高野、村瀬、村上、木下、沖田、久代
13. 《如果我稍微大膽點》（僕がもう少し大胆なら） - 高柳、梅田、渡辺美、市川、林、薮下、上枝、日下、井尻、植田、川上、渋谷
14. 《讀了太宰治嗎?》（太宰治を読んだか？） - 小笠原、山本、山田
15. 《為什麼、偶像》（なんでやねん、アイドル） - 門脇、木下、三田、川上、室、赤澤、中野、明石、須藤、磯
16. 《絕滅黑髮少女》（絶滅黒髪少女） - 藪下、加藤、小林、植田、黒川、河野、明石、石田、鵜野、渋谷、高山、照井、西澤、松村、松岡、三浦
17. 《去爬山吧》（山へ行こう） - 難波鉄砲隊其之伍
18. 《打水漂》（水切り） - 紅組
19. 《舞會上的戀人》（プロムの恋人） -白組
20. 《純情U-19》 - 吉田、白間、小笠原、市川、小谷、西村、林、古賀、谷川、高野、東、武井、薮下、加藤、太田、渋谷
21. 《我們的發現》（僕らのユリイカ） - 同上
22. 《初戀的去向和玩球》（初恋の行方とプレイボール） - 山本（彈奏吉他）、村瀨（彈奏吉他）、上西（演奏康加鼓）
23. 《太陽鏡和知心話》（サングラスと打ち明け話） - 研究生
24. 《杏仁羊角麵包計劃》（アーモンドクロワッサン計画） - 旧Team BII
25. 《With my soul》 - 旧Team M
26. 《熱情高速路！》（情熱ハイウェイ） - 旧Team N
27. 《在不毛之地盛開…》（不毛の土地を満開に…） - 除选秀生之外全员
28. 《大部份的回憶》（思い出のほとんど） - 小笠原茉由、小谷里步
29. 《遇見你之後我變了》（君と出会って僕は変わった） - 16名选拔成员
30. 《Virginity》（ヴァージニティー） - 同上
31. 《Oh My God!》（オーマイガー！） - 全员
32. 《海岸邊最可愛的女孩！》（ナギイチ） - 全员
33. 《北川謙二》（北川謙二） - 全员

安可曲
1. 《高山上的蘋果》（高嶺の林檎） - 16名选拔成员
2. 《妄想女朋友》（妄想ガールフレンド） - 全员
3. 《如觸不到卻碰得到》（届かなさうで届くもの） - 全员
4. 《青春的單圈時間》（青春のラップタイム） - 全员